# Saint-Benoît-sur-Loire
Saint-Benoît-sur-Loire är en kommun i departementet Loiret i regionen Centre-Val de Loire strax norr Frankrikes mitt. Kommunen ligger i kantonen Ouzouer-sur-Loire som tillhör arrondissementet Orléans. År 2022 hade Saint-Benoît-sur-Loire 1 993 invånare.

## Befolkningsutveckling
Antalet invånare i kommunen Saint-Benoît-sur-Loire
| Referens: INSEE |